# バンシー (テレビドラマ)
『バンシー』（Banshee）は2013年から4シーズンにわたってCinemaxで放送されたアクション・テレビドラマ・シリーズである。

## 概要
主人公の元犯罪者は身分を偽って、キャリーと名前を変えた元恋人アナスターシャ（アナ）の住む町バンシーの保安官ルーカス・フッドとなり、強力な犯罪組織の指導者ミスター・ラビットから隠れる。バンシーにはアーミッシュおよびネイティブ・アメリカンのキナホ族が居住して対立する。ルーカスはアーミッシュ出身の実業家でギャングの指導者でもあるカイ・プロクターと対立する。プロクターはキナホ族、そしてアーリアン・ブラザーフッドと組んで犯罪帝国を拡大する。ルーカスは犯罪者と保安官の二つの顔を持ちながら、家族や友人を守ろうとする。
シリーズは2013年に始まり、2016年のシーズン4で完結した。

## あらすじ

### シーズン1のあらすじ
ウクライナ人の犯罪組織のボスのミスター・ラビットの手下の犯罪者が、1500万ドルのダイヤモンドを盗んだ罪で15年の懲役刑ののちに釈放される。かつて彼とその恋人でラビットの娘のアナスターシャはラビットを裏切りダイヤモンドを独り占めにして逃げており、ラビットは男と娘を探す。男は昔の仲間ジョブの助けで、アナスターシャがキャリーと名前を変えて家庭を持ち隠れ住むペンシルバニア州の町バンシーに向かう。バンシーにはアーミッシュとネイティブ・アメリカンのキナホ族が他の住民と共存する。バンシーに赴任する途中の保安官のルーカス・フッドはバーで強盗に殺されてしまい、その場にいた男はバーのオーナーのシュガー・ベイツの助けで身分を盗み保安官となる。地元のギャングのボスであるカイ・プロクターと対立しながら、ラビットの目を逃れ、キャリーとの関係を復活させ、ダイヤモンドを取り戻そうとする。
やがてキャリーの娘デヴァが実は自分の娘であることを知る。ラビットがついにルーカスを見つけてキャリーの息子を拉致し、ルーカスは交換に自分の身を差し出す。キャリーは犯罪者仲間と保安官代理らを集めて父を襲い、銃撃戦の末ルーカスを救い出す。地方検事の夫ゴードンはキャリーの前から去る。ラビットの行方は知れない。真のルーカスの死体が発見される。

### シーズン2のあらすじ
正体がばれたアナ (キャリー） は夫のゴードンと娘のデヴァに拒否されて家を追い出され、ラビットとの銃撃戦に関して訴追されて服役する。釈放後、生きていたラビットがアナとルーカスを殺そうと暗殺者を送り込む。
アナの息子のマックスの治療に巨額の費用が必要となる。デヴァはルーカスが実父であると知る。真のルーカスの死体はジョブとシュガーが盗んで隠すが、一緒に見つかった二人の死体はプロクターの手下と判明する。ルーカスは保安官代理のショバーンと関係を持つ。レベッカがアーミッシュから追放されて叔父のプロクターとともに暮らし、後継者としての教育を受ける。真のルーカスの息子のジェイソンがルーカスの前に姿を現し、追われる身の自分にも偽のIDを用意してくれれば口を閉ざすと言う。ジェイソンはレベッカと寝て、嫉妬するプロクターに殺される。ルーカスはプロクターに復讐を誓い、保安官の立場を利用して追い詰める。
キナホ族のチェイトン・リトルストーンは殺人事件の容疑者とされてルーカスを憎むようになり、護送中に脱走する。キナホ族の首長となったアレックス・ロングシャドウはカジノ利権をめぐりプロクターと争うが、脅されて協力関係を結ぶ。ルーカスに協力してプロクターを罪に問おうとし、レベッカに殺される。
15年前にルーカスとアナが盗んで逃げたダイヤモンドは、ラビットに仕込まれた偽物であるとわかる。アナとルーカスはラビットを襲撃して殺す。

### シーズン3のあらすじ
ルーカス、アナ、ジョブ、シュガーはジェノア基地の金庫を狙う。アレックスの死を知ったチェイトンはバンシーに戻り、キナホ族の伝統を追究するレッドボーンズのリーダーとなってプロクターと抗争する。
レベッカは独断で叔父のビジネスを切り回そうとし、叔父の右腕のバートンと対立する。新たに保安官代理となった元キナホ警察のビリー・レイヴンが抗争を止めようとしてチェイトンの弟トミーを殺す。アレックスの妹ノラがプロクターを襲い、右腕のバートンに殺される。ショバーンは恋人となっていたルーカスの正体を知り、バンシーを去るよう求める。ルーカスは最後にプロクターを殺そうとして止められ、プロクターは逮捕される。チェイトンとレッドボーンズはビリーとプロクターを求めて保安官事務所を攻撃し、ショバーンを殺す。
元アーリアン・ブラザーフッドのカート・バンカーが保安官代理に採用される。ルーカスはチェイトンに復讐を誓うが、FBIが捜索の主導権を握る。ルーカスとブロック保安官代理はニューオーリンズまで追跡してチェイトンを殺す。
レベッカがエルサルバドル人のギャングに麻薬を売ったため、プロクターとフィラデルフィアのギャングとの抗争が起こる。プロクターはエルサルバドル人と組んでフィラデルフィアのギャングを皆殺しにする。
ルーカスら4人はジェノア基地の現金を強奪する。被害は秘密とされ、アナと関係を持っていたストウ大佐がルーカス以外の3人を捕らえて返還を要求する。ルーカスとゴードンは基地を襲い、ゴードンは死ぬもアナとシュガーを奪還する。ジョブは誘拐され連れ去られる。ルーカスは保安官を辞職する。

### シーズン4のあらすじ
1年半後、ブロックが保安官となり、ショバーンを失いジョブを見つけられなかったルーカスは、レベッカに助けられて森の中で隠遁する。プロクターは市長となり、保安官代理カート・バンカーの弟カルヴィン率いるアーリアン・ブラザーフッドのギャングと組んで町を支配する。アナは亡夫の遺志を継ぎ、密かにプロクターやブラザーフッドの手下を倒す活動を行う。
レベッカが連続惨殺事件の犠牲者となり、ルーカスが捜査を始める。ルーカス、アナ、シュガーは基地から盗んだ金を費やして、監禁と拷問を受けていたジョブを救い出す。後にジョブは金を奪い返す。レベッカを妊娠させていたルーカスは連続殺人犯と疑われて逮捕されるも、再び惨殺事件が起き、FBIのヴェロニカ・ドーソンに釈放される。プロクターはレベッカを殺した犯人を見つけるようルーカスに求める。ドーソンは悪魔崇拝者の惨殺犯ボーデに捕らえられ、ルーカスとブロックがボーデと仲間を倒してドーソンを救い出す。ルーカスとドーソンはボーデがレベッカ殺しの犯人ではないことを知り、プロクターの屋敷で殺害された証拠を得る。
プロクターはコロンビアのカルテルと取引して麻薬を国内に運び込む。ブラザーフッドに管理させていた麻薬倉庫をアナに炎上させられ、カルヴィンを叱責する。憤激したカルヴィンは刑務所を出て組織の支配権を取り戻そうとした義父のワッツを殺し、プロクターに全面抗争を挑む。アナはプロクターの手先の保安官代理らに襲撃されるも退ける。プロクターはブラザーフッドの真の支配者であるミッチャム上院議員に頼んでカルヴィンを抑え込む。プロクターが麻薬をカルテルに引き渡そうとした時、アナ、ジョブ、そしてブロックが麻薬を焼却する。約束を果たせなかったプロクターはカルテルに追われることになる。カートはカルヴィンを殺し、不倫関係にあったその妻と子を守る。
ルーカスはレベッカと対立していたバートンが殺害犯と知って倒し、プロクターに始末を任せる。カルテルのヒットマンがプロクターを襲う。ジョブ、シュガー、ルーカスはバンシーを出る。ブロックとカートは引き続きバンシーを守る。

## 登場人物

### メイン
- ルーカス・フッド
  - 演 - アントニー・スター
  - 15年の刑期を終えて出所し、バンシーの保安官に赴任途中のルーカス・フッドの身分を手に入れる。真の名前は明らかにされない。
- アナスターシャ“アナ” / キャリー・ホープウェル
  - 演 - イワナ・ミルセヴィッチ
  - ルーカスのかつての犯罪仲間かつ恋人であり、犯罪王の父ミスター・ラビットから隠れるために名前をキャリーと変えてバンシーで不動産業者となり、過去を知らない夫ゴードン・ホープウェルおよび二人の子供と暮らす。
- カイ・プロクター
  - 演 - ウルリク・トムセン
  - バンシーの食肉加工業をはじめとする実業家でギャングのボス。かつてはアーミッシュ共同体の一員であった。
- シュガー・ベイツ
  - 演 - フランキー・フェイソン
  - 元ボクサーで、バーのオーナー、ルーカスが身分を手に入れたところを目撃し、犯罪仲間になる。
- ジョブ
  - 演 - ホーン・リー（英語版）
  - かつてのルーカスの犯罪仲間で凄腕のハッカー。女装愛好者[7][8][9]。ルーカスと同じくミスター・ラビットから隠れる。
- ゴードン・ホープウェル
  - 演 - Rus Blackwell
  - バンシーの地方検事でキャリーの夫。湾岸戦争の英雄にして元海兵隊員。のちに市長。（シーズン1-3）
- ブロック・ロータス
  - 演 - Matt Servitto
  - バンシーの最長勤続年の保安官代理[10]。
- エメット・ヤーナー
  - 演 - Demetrius Grosse
  - 黒人のバンシーの保安官代理。（シーズン1-2）
- ショバーン・ケリー
  - 演 - トリエステ・ケリー・ダン
  - バンシーの保安官代理。（シーズン1-3）
- デヴァ・ホープウェル
  - 演 - ライアン・シェイン（英語版）
  - キャリー（アナ）とルーカスの娘。
- ダニエル・ケンダル
  - 演 - Daniel Ross Owens
  - バンシーの市長。（シーズン1）
- レベッカ・ボウマン
  - 演 - リリー・シモンズ
  - プロクターの姪であるアーミッシュの娘。
- ミスター・ラビット
  - 演 - ベン・クロス
  - ウクライナ・ギャングの指導者で自分を裏切ったルーカスを憎む。アナスターシャの父。（シーズン1-2）
- アレクサンダー“アレックス”・ロングシャドウ
  - 演 - アンソニー・ルイヴィヴァー
  - ネイティブ・アメリカンの首長でプロクターのライバル。（シーズン1-2）
- チェイトン・リトルストーン
  - 演 - ジーノ・セガーズ
  - ネイティブ・アメリカンのキナホ族のギャングであるレッドボーンズの指導者。（シーズン2-3）
- アリソン・メディング
  - 演 - アフトン・ウィリアムソン
  - 地方検事捕。（シーズン2-3）[11]
- ダグラス・ストウ
  - 演 - Langley Kirkwood
  - ジェノア基地の海兵隊大佐。（シーズン3）[12]
- クレイトン“クレイ”・バートン
  - 演 - Matthew Rauch
  - プロクターの右腕。（シーズン4でメイン、シーズン1-3ではリカーリング）[13]
- カート・バンカー
  - 演 - Tom Pelphrey
  - アーリアン・ブラザーフッドの元メンバー。保安官代理。（シーズン3-4）
- カルヴィン・バンカー
  - 演 - クリス・コイ
  - アーリアン・ブラザーフッドの指導者でカートの弟。表向きは会社勤めをする。（シーズン3-4）

### リカーリング
- ノラ・ロングシャドウ
  - 演 - オデット・アナブル
  - アレックスの妹。（シーズン1-3）
- オレク
  - 演 - Christos Vasilopoulos
  - ミスター・ラビットの右腕。（シーズン1-2）
- アルビノ
  - 演 - Joseph Gatt
  - ルーカスに殺された囚人。（シーズン1-2,4）
- ディーン・シャヴィエル
  - 演 - デレク・セシル（英語版）
  - FBI捜査官。（シーズン1-2）
- マックス・ホープウェル
  - 演 - Gabriel Suttle
  - キャリーとゴードンの息子。（シーズン1-3）
- アルマ
  - 演 - Deja Dee
  - 保安官事務所の受付。（シーズン1-3）
- ビーティー
  - 演 - Chelsea Cardwell
  - デヴァの親友 （シーズン1-3）
- ジャクソン・スパーリング
  - 演 - Robert Treveiler
  - カイ・プロクターの弁護士。（シーズン1-3）
- ジェイソン・フッド
  - 演 - Harrison Thomas
  - 真のルーカス・フッドの息子。（シーズン1-2）
- ジム・ラシーン
  - 演 - ジェリコ・イヴァネク
  - FBI捜査官。（シーズン2）
- ジュリアス・ボナー
  - 演 - レグ・E・キャシー
  - ニューヨーク市警察の刑事。（シーズン2）
- ジュリエット
  - 演 - Maya Gilbert
  - ストリッパー。（シーズン2）
- ファット・アウ
  - 演 - Eddie Cooper
  - ニューヨークの犯罪組織のボスで、ルーカスの旧友。（シーズン2-4）
- リア・プロクター
  - 演 - Jennifer Griffin
  - カイの母。（シーズン2-3）
- ホンドー
  - 演 - Tyson Sullivan
  - アーリアン・ブラザーフッドの一員。（シーズン2-3）
- ユーリッシュ・ラビトフ
  - 演 - ジュリアン・サンズ
  - ミスター・ラビットの弟で司祭。（シーズン1-2）
- ビリー・レイヴン
  - 演 - Chaske Spencer
  - バンシー保安官代理、元キナホ族居留地の警察官。（シーズン3-4）
- エイミー・キング
  - 演 - Meaghan Rath
  - キナホ族居留地の警察官。（シーズン3）
- エミリー・ロータス
  - 演 - Tanya Clarke
  - ブロックの前妻。（シーズン3）
- ボーンズ・チューズデイ
  - 演 - Happy Anderson
  - チェイトン・リトルストーンが出場するファイトクラブのオーナー。（シーズン3）
- レオ・フィッツパトリック
  - 演 - Dennis Flanagan
  - ハッカー。（シーズン3-4）
- ロバート・ダルトン
  - 演 - デヴィッド・ハーバー
  - 秘密工作員。（シーズン3-4）
- マギー・バンカー
  - 演 - Casey LaBow
  - カルヴィン・バンカーの妻。義兄のカートと不倫。（シーズン4）
- ヴェロニカ・ドーソン
  - 演 - エリザ・ドゥシュク
  - FBI特別捜査官。（シーズン4）
- ランダル・ワッツ
  - 演 - Chance Kelly
  - マギーの父、アーリアン・ブラザーフッドの真の指導者でマギーの父。（シーズン4）
- ディクラン・ボード
  - 演 - Frederick Weller
  - 悪魔崇拝者の連続殺人犯。（シーズン4）
- エミリオ・ロエラ
  - 演 - ネスター・セラーノ
  - コロンビア・カルテルの幹部。（シーズン4）
- ニナ・クルーズ
  - 演 - Ana Ayora
  - 保安官代理にしてプロクターのスパイ。（シーズン4）

## エピソード
| シーズン | シーズン | 話数 | 放送日        | 放送日         |
| シーズン | シーズン | 話数 | シーズン初回  | シーズン最終回 |
| -------- | -------- | ---- | ------------- | -------------- |
|          | 1        | 10   | 2013年1月11日 | 2013年3月15日  |
|          | 2        | 10   | 2014年1月10日 | 2014年3月14日  |
|          | 3        | 10   | 2015年1月9日  | 2015年3月13日  |
|          | 4        | 8    | 2016年4月1日  | 2016年5月20日  |

### シーズン1
| 通算 話数 | シーズン 話数 | タイトル                                                         | 監督                 | 脚本                                                              | 放送日        | US視聴者数 (百万人) |
| --- | ------------- | ---------------------------------------------------------------- | -------------------- | ----------------------------------------------------------------- | ------------- | ------------------- |
| 1 | 1             | "パイロット" "Pilot"                                             | グレッグ・ヤイタネス | Jonathan Tropper & David Schickler                                | 2013年1月11日 | 0.483               |
| 15年の刑期を終えた犯罪者がニューヨーク市で昔の仲間ジョブから恋人アナの居場所を聞き出し、襲われて逃げ出す。ペンシルバニア州の小さな町バンシーに向かう。バンシーでは、アナがキャリーと名を変え、過去を知らない夫ゴードン、娘デヴァ、息子マックスとともに平和に暮らす。バンシーに赴任途中の保安官ルーカス・フッドがバーの強盗に巻き込まれて死に、犯罪者はその名を騙る。バーのオーナーのシュガー・ベイツだけが経緯を知る。若き町長のダン・ケンダルは、町は元アーミッシュで今は実業家かつギャングの指導者であるカイ・プロクターに支配されていると語る。パーティで、ルーカスはプロクターを撃とうとしたムーディを殺す。ニューヨークでは、ギャングの指導者のラビットがジョブを襲わせる。ルーカスのために偽のIDを作っていたジョブは逃げ出す。                                                 |               |                                                                  |                      |                                                                   |               |                     |
| 2 | 2             | "レイブパーティ" "The Rave"                                      | SJ Clarkson          | Jonathan Tropper & David Schickler                                | 2013年1月18日 | N/A                 |
| ルーカスは、自分が警察を引き付ける間に、アナがラビットから奪ったダイヤモンドを持って逃げた夜を思い出す。ルーカスはキャリー（アナ）とよりを戻そうとするが退けられる。ルーカスはアーミッシュの娘レベッカと一夜を過ごす。デヴァはボーイフレンドのリードとともにレイブパーティに出る。ゴードンの情報で、ルーカスと部下たちはハンソンが麻薬を売るレイブパーティを取り締まるが、州上院議員の息子リードは過剰服用で死ぬ。ハンソンは現場から逃げ、プロクターに叱責され殺される。 |               |                                                                  |                      |                                                                   |               |                     |
| 3 | 3             | "新しいボス" "Meet the New Boss"                                 | OC Madsen            | Jonathan Tropper & David Schickler                                | 2013年1月25日 | 0.405               |
| ニューヨーク市で、アナ（キャリー）は父ラビットの家に忍び込み、かつて盗んだダイヤモンドを返せば自分を放っておいてくれるか尋ねる。ラビットはダイヤモンドとルーカスの両方を渡せと要求する。総合格闘技のミスター・サンチェスが、キナホ族のカジノで行われるキナホ族とプロクター共催の試合のためにやって来る。サンチェスはウェイトレスを殴りレイプする。ルーカスは、逮捕を試合後まで遅らせろというプロクターの頼みを断り、衆人の面前でサンチェスを叩きのめし逮捕する。格闘の映像がYouTubeにアップロードされる。プロクターは自分を怖がれとルーカスに警告する。 |               |                                                                  |                      |                                                                   |               |                     |
| 4 | 4             | "片耳を失うのは死ぬよりマシ" "Half Deaf Is Better Than All Dead" | グレッグ・ヤイタネス | Jonathan Tropper & David Schickler                                | 2013年2月1日  | 0.448               |
| ルーカスはハリスバーグの州立美術館に盗みに入って閉じ込められ、ジョブとキャリーの助けでようやく逃げおおせる。ルーカスとエメットはアーリアン・ブラザーフッドのアルノの証言で、ハンソン殺害の罪でプロクターを逮捕する。移送中、復讐を求めるムーディの兄弟たちに襲われるが、撃退し自分の噂が広がらないよう見逃す。キャリーはルーカスと過ごした日々を思い出し体を疼かせる。ルーカスはムーディの未亡人と寝る。ジョブがバンシーに来る。プロクターは保釈され、手下が見張りのブロックを倒してアルノを拉致する。 |               |                                                                  |                      |                                                                   |               |                     |
| 5 | 5             | "キンドレッド団" "The Kindred"                                   | SJ Clarkson          | Jonathan Tropper & David Schickler                                | 2013年2月8日  | 0.445               |
| ジョブとルーカスはカジノの金の強盗を企み、シュガーも仲間に加わる。バンシー・スピリット・フェスティバルが開かれてバイカーが集まり、一人がキャリーをレイプしようとする。通りかかったシュガーが怪我をし、ショバーンが男を射殺する。仲間が仕返しにフェスティバルを荒らし、ショバーンの家を焼く。ルーカスはプロクターの助けでバイカーのアジトを見つけ、痛めつけてバンシーの外に運ばせる。FBI捜査官のシャヴィエルがバンシーを訪れる。 |               |                                                                  |                      |                                                                   |               |                     |
| 6 | 6             | "ウィックス" "Wicks"                                             | OC Madsen            | Jonathan Tropper & David Schickler                                | 2013年2月15日 | 0.465               |
| ルーカスは刑務所での日々を思い出す。ラビットの依頼でアルビノという囚人がルーカスを暴行し半殺しにする。囚人たちの目の前でルーカスは逆襲し、アルビノを殺す。かつて刑務所で世話になったウィックスがルーカスを見かけて恐喝し、ルーカスとシュガーに殺される。プロクターはキナホ族と組んでカジノの拡張を進める。キャリーは自分と家族の安全のためにルーカスをラビットに売る。ルーカスは、本物のルーカスの息子からボイス・メールを受け取る。プロクターの殺人の証拠を保管室から盗み出す。 |               |                                                                  |                      |                                                                   |               |                     |
| 7 | 7             | "ペイルライダーを見よ" "Behold a Pale Rider"                     | Dean White           | David Schickler                                                   | 2013年2月22日 | 0.381               |
| 二人のドラッグストア強盗がデヴァや町長夫人を含む人質を盾に高校に立てこもる。キャリーはルーカスに麻酔薬を注射してモーテルのベッドに縛り付け、ラビットを呼ぶ。ジョブの助けでルーカスは逃げ、高校に行き強盗を射殺しデヴァを助け出してキャリーに渡す。ラビットがニュースでルーカスの顔を見かけ、右腕のオレクをバンシーに送りこむ。プロクターの起訴は取り下げられる。ルーカスはキャリーと愛を交わす。 |               |                                                                  |                      |                                                                   |               |                     |
| 8 | 8             | "永遠に生きるべき" "We Shall Live Forever"                       | グレッグ・ヤイタネス | Jonathan Tropper                                                  | 2013年3月1日  | 0.476               |
| キャリーはルーカスにデヴァが彼の娘だと認める。ラビットの右腕のオレクが現れてキャリーを拉致しようとするがルーカスに逆に捕えられる。戒めを解いたオレクがキャリーを襲い、オレクは死にキャリーは重傷を負う。レベッカはアーミッシュの家族に追い出されて叔父のプロクターのところに来る。プロクターは20年ぶりにアーミッシュの家族を訪ねる。ベンジャミン・ロングシャドーが死に、息子のアレックスが首長となる。妹のノラが帰ってくる。 |               |                                                                  |                      |                                                                   |               |                     |
| 9 | 9             | "永遠のカウボーイ" "Always the Cowboy"                           | ミゲル・サポチニク   | 原案:Jonathan Tropper & David Schickler 脚本:Jonathan Tropper     | 2013年3月8日  | 0.335               |
| ルーカスはキャリーを病院に運ぶ。ジョブとシュガーはオレクの死体を始末する。キャリーは家族を連れてバンシーから逃げようとするが、目の前でマックスがラビットに誘拐される。シャヴィエルが誘拐事件の捜査権を警察から奪う。ルーカスはプロクターに助力を求め、二人はレベッカをめぐって乱闘したのちに合意を得る。プロクターはカジノ経営にかかわることを求めてアレックスを脅す。ラビットはホープウェル家に来てキャリーの家族に対面する。ラビットはルーカスに会って二度と会うことはないと告げる。ラビットが出ていくと同時に銃声が聞こえる。 |               |                                                                  |                      |                                                                   |               |                     |
| 10 | 10            | "狂気のミックス" "A Mixture of Madness"                          | ミゲル・サポチニク   | 原案 : Jonathan Tropper & David Schickler 脚本 : Jonathan Tropper | 2013年3月15日 | 0.455               |
| 過去、ルーカスは仮釈放の審査をするカウンセラーと親しくなる。後に、彼女はラビットの息がかかっていたとわかる。現在、ルーカスはラビットの武装した手下たちに襲われるが、プロクターと右腕のバートンに救われて借りを作る。自分を差し出してマックスを解放させる。キャリーは家族よりルーカスを救うことを選び、ジョブ、シュガーと3人の保安官代理とともにラビットのアジトを襲う。銃撃戦が起こり、シュガーとブロックは負傷する。キャリーがアジトに入り、ルーカスを拷問するラビットを撃つがその死体は見つからない。ゴードンは子供たちを連れてキャリーから去る。アレックスの送った刺客がプロクターを襲う。プロクターは報復に建設中のカジノを爆破し、中にいた市長が死ぬ。ハンターたちが真のルーカスの死体を見つける。真のルーカスの息子のジェイソンが、父親の名を騙る男の格闘のYouTube画像を見る。 |               |                                                                  |                      |                                                                   |               |                     |

### シーズン2
| 通算 話数 | シーズン 話数 | タイトル                                      | 監督                 | 脚本             | 放送日        | US視聴者数 (百万人) |
| --- | ------------- | --------------------------------------------- | -------------------- | ---------------- | ------------- | ------------------- |
| 11 | 1             | "雑魚" "Little Fish"                          | グレッグ・ヤイタネス | Jonathan Tropper | 2014年1月10日 | 0.491               |
| シーズン1の直後、ラビットは行方不明のままで、モテル暮らしをするキャリーは家族を取り戻したいと願い、ルーカスは正体がバレる前に姿を消すべきだという。レベッカは市長が死んだことで葛藤する。ジョブとシュガーは死体安置所から真のルーカスの死体を盗んで再び隠す。FBI捜査官ジム・ラシーンがバンシーに来て銃撃事件の聴取をする。ラビットの行方を気にし、保安官代理たちは保護観察に置きルーカスは不問とする。キャリーの正体を知り、父の行方を教えなければ訴追すると言う。ラシーンはシャヴィエルを事件から外す。ルーカス、ジョブ、キャリーはカジノの現金輸送車を襲うが、バイクに乗るノラに邪魔されてはした金だけを得る。キナホ族評議員のジョージ・ハンターはこの件に関してアレックスを責める。デヴァは万引きで捕まるが、セクシャルハラスメントを犯したとして警備員を脅迫し逃れる。ゴードンはキャリーを訴追から助けようとしない。ルーカスはバーでノラに会いセックスをする。ラシーンはラビットの所在を知る司祭に会う。 |               |                                               |                      |                  |               |                     |
| 12 | 2             | "雷鳴の男" "The Thunder Man"                  | グレッグ・ヤイタネス | David Schickler  | 2014年1月17日 | 0.424               |
| 部族会議でジョージに力量を疑問視されたアレックスは、現金強盗がプロクターの仕業と疑って家畜輸送車を爆破し、ノラにレベッカを誘拐させる。プロクターは貸しのあるルーカスにレベッカを取り戻させる。後にプロクターとバートンは、今度レベッカに手を出したら家族全員を殺すとアレックスを脅す。キャリーは銃の不法所持で30日間の服役となり、意地悪な囚人仲間を殴り倒す。ショバーンの粗暴な前夫が町に戻って再び暴力をふるい、ショバーンは殴り倒す。ルーカスが後始末をする。 |               |                                               |                      |                  |               |                     |
| 13 | 3             | "戦士の階級" "The Warrior Class"              | OC Madsen            | Evan Dunsky      | 2014年1月24日 | 0.536               |
| ルーカスは刑務所でキャリーに面会する。レベッカの弟ソロモンがキナホ族の少女ラナ・クリアリーと一緒に逃げることを語り合うが、後にラナの死体が見つかりソロモンは行方不明となってアーミッシュとキナホ族の間に緊張が高まる。保安官事務所は、種族の純血を求める保留地のギャング”レッドボーンズ”のリーダーであるチェイトン・リトルストーンの弟でラナの元ボーイフレンドのトミーを疑う。保安官事務所は管轄外の居留地に入り、乱闘の末にチェイトンを逮捕するが、年少者のトミーには多少の質問をすることしかできない。真のルーカスの息子ジェイソンが姿を現し、追われる身の自分にも新しい身分を用意してくれれば沈黙を守ると言う。レッドボーンズはアーミッシュの土地に入って脅すが、居合わせたプロクターが追い返す。レベッカがフードを被った人物に襲われ、ルーカスは追いかけて足を撃つ。ルーカスはショバーンと寝る。ノラはラナの復讐を誓う。ゴードンはストリッパーに慰めを求める。                                           |               |                                               |                      |                  |               |                     |
| 14 | 4             | "決闘" "Bloodlines"                           | OC Madsen            | Evan Dunsky      | 2014年1月31日 | 0.514               |
| キャリーは家族に電話するも話をしてもらえない。生きていたラビットが面会に来る。アレックスとプロクターの関係は悪化する。ジョブがジェイソンのIDを偽造する。ブロックが、ソロモンの友人でアーミッシュを逃げ出したダニエルの居所をつかみ、ダニエルは狂信的な教師のジョナがソロモンと自分に暴力的に接したと語る。ルーカスはジョナの家に行き足の負傷に気づいて乱闘になる。プロクターが拷問して、ジョナがラナを殺しソロモンを監禁したと聞きだす。ルーカスはソロモンを救出する。ジョナの逮捕でプロクターとアレックスの関係は改善するがノラは不満を抱え、牢の中のジョナを殺す。エメットとショバーンによる護送中、チェイトンは脱走する。 |               |                                               |                      |                  |               |                     |
| 15 | 5             | "ユニコーンの真実" "The Truth About Unicorns" | ババク・ナジャフィ   | John Romano      | 2014年2月7日  | 0.591               |
| キャリーは釈放され、ルーカスが迎えに行き、15年前に買っていた家に連れていく。ラシーン捜査官が訪れ、ルーカスの正体を知っていることを告げ、協力してラビットを倒そうと持ち掛ける。だがラビットに雇われた狙撃者がラシーンを殺し、キャリーとルーカスが狙撃者を倒す。家は燃え落ちる。二人はバンシーに戻る。 |               |                                               |                      |                  |               |                     |
| 16 | 6             | "一匹狼" "Armies of One"                      | ババク・ナジャフィ   | John Romano      | 2014年2月14日 | 0.550               |
| ゴードンの依頼でブロックがルーカスを探る。ゴードンは酒に溺れる。ジェイソンが金を盗んだ相手が暗殺者をバンシーに送る。ルーカスは自分の金を上乗せして返すことで解決しようとするが、暗殺者はジェイソンを捕らえる。ルーカスは暗殺者と戦って殺し、ジェイソンを取り戻す。シュガーの忠告を無視してモーテルでレベッカと寝て、嫉妬にかられたプロクターに殺される。バートンが後始末をするが、隠された金と真のルーカスの腕時計には気づかない。ジョブが15年前にルーカスが盗んだダイヤを売りに行くが失敗して戻り、ラビットに偽物を仕込まれたと語る。ルーカスは無駄に15年服役したことになる。 |               |                                               |                      |                  |               |                     |
| 17 | 7             | "敵を倒す方法" "Ways to Bury a Man"           | Loni Peristere       | Doug Jung        | 2014年2月21日 | 0.537               |
| ルーカスはジェイソンのモーテルに行き、金と腕時計を残して失踪したことを知る。シュガーから前夜レベッカと一緒にいたと聞き、ルーカスはプロクターの家に行く。ルーカスはプロクターがジェイソンを殺したことを悟り、復讐を誓う。保安官代理たちとプロクターの経営するストリップクラブを取り締まり、酔った客のゴードンと乱闘になる。逮捕されたストリッパーの一人ジュリエットはプロクターの犯罪をルーカスに密告する。その頃マックスは重症化した喘息の発作を起こして病院に搬送され、キャリーが駆けつける。マックスの治療に巨額の費用が必要になると知らされる。ルーカス、ブロック、エメットは麻薬を扱うプロクターのスキンヘッドの手下を尋問して工場の場所を聞き出す。ルーカス、シュガー、ジョブは工場を爆破する。アレックスはプロクターの脅迫によって、首長としての信任投票に勝つ。 |               |                                               |                      |                  |               |                     |
| 18 | 8             | "悪には悪を" "Evil for Evil"                  | Loni Peristere       | Doug Jung        | 2014年2月28日 | 0.503               |
| マックスの治療費が欲しいキャリーはジョブと二人だけでプロクターの食肉処理場に盗みに入るが失敗し、ルーカスに見逃される。ルーカスはジュリエットの密告に基づき、非合法武器の所持でプロクターを逮捕する。プロクターとアレックスの関係を知る。レベッカは叔父にジュリエットが密告したかもしれないと語る。プロクターのスキンヘッドの手下がエメットの妻を襲って流産させる。取り乱したエメットは拘置所で彼らを叩きのめしたのち、辞職する。ジョブはラビットの隠れ場所を見つける。 |               |                                               |                      |                  |               |                     |
| 19 | 9             | "ホームカミング" "Homecoming"                 | グレッグ・ヤイタネス | Jonathan Tropper | 2014年3月7日  | 0.464               |
| ジョブはラビットを探してニューヨークの教会に忍び込んで弟の司祭ユーリッシュに捕らえられ、逃げだして車にはねられる。キャリーは家族のもとに戻る。バートンは麻薬工場の場所を漏らしたスキンヘッドの手下を殺す。次にジュリエットを殺そうとしてレベッカに邪魔される。バートンとレベッカの間には不和が生まれる。拘置所のプロクターは面会に来たシュガーを拒否するが、母親とは久しぶりに話し合う。NYPDのボナー刑事がラビットを探して教会を訪れる。入院したジョブから連絡を受けたルーカスはキャリーの家に行き、一緒にニューヨークに行こうとする。ゴードンはルーカスに銃を向けて阻止するが、キャリーはルーカスがデヴァの父親だと打ち明けてルーカスに同行する。二人は殺し屋からジョブを守った後、ラビットとユーリッシュへの攻撃を準備する。 |               |                                               |                      |                  |               |                     |
| 20 | 10            | "弾丸と涙" "Bullets and Tears"                | グレッグ・ヤイタネス | Jonathan Tropper | 2014年3月14日 | 0.733               |
| 15年前のフラッシュバックで、ルーカスとキャリーはラビットの情報でダイヤモンドを盗みに入るが、二人の仲を裂きたいラビットが警察に通報してルーカスだけが逮捕される。現在、ルーカスはキャリーを連れて昔なじみのギャングのボスのファット・アウに会う。二人はユーリッシュの教会に会い、数で圧倒される。ジョブとファット・アウの手下が現れて形勢は逆転する。ルーカスはユーリッシュを殺す。ラビットは教会の裏で二人に会い、ルーカスに渡されたピストルで自殺する。バンシーを出たエメットと妻は、メリーランドに入ってすぐにネオナチに殺される。バンシーでは、レベッカがアレックスを殺す。プロクターは釈放される。保安官事務所に戻ったルーカスをデヴァが訪ね、父親と呼ぶ。ニューオーリンズでは、チェイトンがアレックスの死を知り、バンシーに戻ると宣言する。 |               |                                               |                      |                  |               |                     |

### シーズン3
| 通算 話数 | シーズン 話数 | タイトル                                                               | 監督                 | 脚本                         | 放送日        | US視聴者数 (百万人) |
| --- | ------------- | ---------------------------------------------------------------------- | -------------------- | ---------------------------- | ------------- | ------------------- |
| 21 | 1             | "火の試練" "The Fire Trials"                                           | Loni Peristere       | Jonathan Tropper             | 2015年1月9日  | 0.547               |
| ルーカス、ブロック、ショバーンはエメットを殺したネオナチの一人を追い詰めて、逮捕せずに処刑する。エメットの死から立ち直れないブロックは通報に答えて元妻の家に行き、セックスをする。離婚したアナ（キャリー）はダイナーでウェイトレスをしながら子供たちと暮らし、窃盗を試みる。ゴードンは市長となり、家族と別れて一人寂しく暮らす。チェイトンは火の試練の最中にキナホ族の土地に戻る。レベッカは叔父プロクターと寝ている。チェイトンはレベッカを脅す。チェイトンと手下たち”レッドボーンズ”は海兵隊の兵器輸送トラックを襲って全員を殺し武器を奪う。ルーカス、シュガーとジョブはジェノア基地の金庫を襲う計画を立てる。ノラはアレックスの殺された場所で復讐を誓う。 |               |                                                                        |                      |                              |               |                     |
| 22 | 2             | "ヘビとその他もろもろ" "Snakes and Whatnot"                            | Loni Peristere       | Halley Gross                 | 2015年1月16日 | 0.439               |
| 元ネオナチのカート・バンカーが保安官代理としての採用を求めるが、すでにその職には元キナホ警察のビリー・レイヴンが既に就いている。プロクターとレベッカはライバルの麻薬業者と面会するが、レベッカが引き金を引いて銃撃戦となり皆殺しにする。プロクターは末期の癌にかかった母親を引き取る。アナは、付き合っていた男がジェノア基地の海兵隊のダグラス・ストウ大佐であることを知って別れる。アナとルーカスはジェノア基地に通じるトンネルを調査する。ストウはレッドボーンズに情報を漏らした部下を殴り倒す。チェイトンの二人の手下がプロクターとレベッカを誘拐しようとしてバートンに殺される。ブロックは前妻エミリーとの関係を続ける。エミリーが看護婦としてプロクターの母の世話をする。ルーカスはビリーと誘拐未遂の捜査で管轄外のキナホ族の居留地を訪ね、キナホ警察のエイミー・キングとその上司ヤズに会う。デヴァがルーカスを訪ねてくるが失望して立ち去る。何者かがルーカスを訪ね、銃を突きつける。                                                                                              |               |                                                                        |                      |                              |               |                     |
| 23 | 3             | "フィクサーもどき" "A Fixer of Sorts"                                  | Magnus Martens       | Justin Britt-Gibson          | 2015年1月23日 | 0.588               |
| ノラがプロクターの屋敷を襲ってバートンと乱闘になるも殺される。エミリーがバートンの傷の手当てをする。ルーカスはFBI特別捜査官ロバート・フィリップスに逮捕されるが、二人はジェイソン・フッドを追うレイモンド・ブラントリーに捕らえられ、ルーカスはジェイソンが盗んだ金をめぐって拷問される。ルーカスはブラントリーと手下を殺し、フィリップスを助け出す。チャイトンの弟トミーが仲間とプロクターのストリップ・バーを襲って保安官代理らと銃撃戦になり、トミーはビリーに殺される。フィリップスはルーカスを追究しようとしないが、保険としてルーカスに関するファイルを保安官事務所に置いてきたと言い、ショバーンがそれを読んでルーカスの正体を知る。 |               |                                                                        |                      |                              |               |                     |
| 24 | 4             | "実生活こそが悪夢" "Real Life is the Nightmare"                        | Magnus Martens       | Justin Britt-Gibson          | 2015年1月30日 | 0.662               |
| ショバーンはルーカスの正体を知り、バンシーを去るよう求める。ゴードンは怠惰な生活を止め、プロクターの訴訟を再開する。アナはウェイトレスの生活に嫌気がさして辞める。デヴァはマックスのためにゲームを盗む。シュガーとジョブは偽りのIDを手に入れる。レベッカとバートンは、トミーの遺体を引き取るレッドボーンズのバンを交通事故に遭わせ、火をつけて皆殺しにする。ブロックはエミリーにプロクターの母の看護を辞めるよう訴えるも聞き入れられない。ルーカスはプロクターを殺してからバンシーを去ろうとするが、ブロックが二人を引き離しプロクターを逮捕する。ショバーンはルーカスが辞任すれば告発しないと言う。保安官事務所の中にいるルーカス、ショバーン、ブロック、アリソン、プロクター、ビリー、そして訪問してきたカート・バンカーらに対し、外からチェイトンとレッドボーンズが発砲する。ルーカスはショバーンにタックルして銃弾から救う。 |               |                                                                        |                      |                              |               |                     |
| 25 | 5             | "部族" "Tribal"                                                        | OC Madsen            | Adam Targum                  | 2015年2月6日  | 0.583               |
| チェイトンとレッドボーンズは保安官事務所に総攻撃を仕掛け、ビリーとプロクターの引き渡しを求める。通信は遮断されて応援は来ない。プロクターを牢から出そうとした弁護士は殺され、ビリーとカートは負傷する。ルーカスの承認の下でプロクターは脱出し応援を呼びに行く。チェイトンはルーカスの目の前でショバーンを殺す。応援が来てレッドボーンズは去り、ルーカスは復讐を誓う。プロクターの母が屋敷でエミリーに看取られて死ぬ。 |               |                                                                        |                      |                              |               |                     |
| 26 | 6             | "人は皆変わる" "We Were All Someone Else Yesterday"                    | OC Madsen            | Adam Targum                  | 2015年2月13日 | 0.610               |
| ルーカスは真のルーカスが死んでいなかったらどうなっていたか想像する。ショバーンの葬式を遠くから見守る。プロクターは母親の葬式に出て、レベッカは家に戻ってほしいとの家族の頼みを拒否する。レベッカは勝手に麻薬取引を仕切ろうとするが、プロクターに覆される。プロクターがエミリーと寝ていることを知る。カートは保安官代理として採用され、FBIが山中でのレッドボーンズ捜索の主導権を奪う。アナとジョブはジェノア基地窃盗の準備を進める。デヴァはスリを働いてチャーリー・ノウルズに見とがめられ、パーティーに誘われてドラッグを楽しむ。ルーカスはジョブの助けで密かにFBIを出し抜きチェイトンを見つけて攻撃するが、FBIが駆け付けたために逃げ出す。キナホ警察のエイミーが逃走中のチェイトンを見つけるが、発砲できずにチェイトンに捕まる。ルーカスが駆け付けてチェイトンの肩を撃ち、チェイトンは湖に飛び込んで逃げる。 ルーカスは、真のルーカスが殺されず、自分がショバーンに挨拶をしてジョブとともにバンシーを出て行く場面を想像する。                                                          |               |                                                                        |                      |                              |               |                     |
| 27 | 7             | "死人からは逃れられない" "You Can't Hide from the Dead"                | グレッグ・ヤイタネス | Chris Kelley                 | 2015年2月20日 | 0.547               |
| ルーカスはショバーンの幻を見続ける。チェイトンは牧場に隠れて所有者の未亡人に助けられたのち、彼女と隣人を殺す。アナとゴードンはデヴァがごろつきのチャーリーと付き合っていることを知り、乱闘の末にデヴァを連れ戻す。アナとゴードンは台所でセックスをする。プロクターは母の葬式で父と再会する。エミリーと交際を続ける。レベッカはエルサルバドル人に麻薬を売る取引を結ぶ。ルーカス、ジョブ、アナ、シュガーはジェノア基地を襲い、ルーカスがショバーンの幻に悩まされてジョブは死にかけるも、ストウ大佐と乱闘ののち現金強奪に成功する。ルーカスはチェイトンがニューオーリンズに向かうとエイミーから聞く。保安官事務所をブロックに任せて追おうとするが、ブロックも同行すると言う。 |               |                                                                        |                      |                              |               |                     |
| 28 | 8             | "ありったけの知恵" "All the Wisdom I Got Left"                         | グレッグ・ヤイタネス | Chris Kelley                 | 2015年2月27日 | 0.588               |
| ルーカスとブロックはチェイトンを追ってルイジアナ州に行き、ネイティブ・アメリカンの集団から、チェイトンはニューオーリンズのフレンチ・クォーターに行ったと聞かされる。二人はファイトクラブでチェイトンを見つけるが、オーナーによって妨害される。チェイトンが寝ていたルーカスを襲うが、ブロックが助けに現れてチェイトンは逃げる。ルーカスはチェイトンを港まで追って撃ち殺す。ルーカスはバンシーに戻らないと言うが、ブロックがプロクターと対決する必要を説いて翻意させる。バートンは、レベッカが無断で麻薬をエルサルバドル人に売っていたことを知って詰め寄る。レベッカは叔父がバートンより自分を選ぶだろうと突っぱねる。武装した男たちがアーミッシュの家族といたプロクターとエミリーを拉致する。ジョブはシュガーが奪った金の一部をくすねてかつて不具にした男の息子に渡していたことを知り、詐欺を暴いて金を取り戻す。ストウ大佐は強奪事件を振り返り、アナの関りを疑う。 |               |                                                                        |                      |                              |               |                     |
| 29 | 9             | "お前は神にも理解しかねる" "Even God Doesn't Know What to Make of You" | Loni Peristere       | Jennifer Ames & Steve Turner | 2015年3月6日  | 0.564               |
| プロクターは、エルサルバドル人に麻薬が渡ったことを快く思わない、フレイジャー率いるフィラデルフィアのギャングに拷問され、エミリーがそれを目撃させられる。ルーカスはバンシーに戻るも、基地襲撃でルーカスのせいで死にかけたジョブはわだかまりを抱える。ルーカスはジョブと初めて出会った時を思い出す。レベッカは叔父を探すようルーカスに頼むが断られ、エミリーも一緒に捕らえられたことをブロックに訴え、ルーカスを説得してもらう。ジョブはルーカスへの最後の奉仕としてプロクターの居場所を見つける。ルーカスとブロックはエミリーを救出するもプロクターは置き去りにする。プロクターは自力で脱出してフレイジャーの手下を殺し、救出に来たレベッカとバートンに会う。プロクターはエミリーに、関係は終わりだと告げる。ジェノア基地での強奪事件は非公表にされるが、ストウ大佐と部下はアナ、ジョブ、シュガーを捕らえてもう一人の仲間の名を聞き出そうとする。ビリーがハイになったデヴァを逮捕する。ゴードンの意志に反してルーカスが保釈する。ルーカスとゴードンは、ストウが3人を捕らえたことを知る。 |               |                                                                        |                      |                              |               |                     |
| 30 | 10            | "誰もが最後はツケを払う" "We All Pay Eventually"                       | Loni Peristere       | Jennifer Ames & Steve Turner | 2015年3月13日 | 0.692               |
| ルーカスはかつてダルトンに採用され、監禁されて工作員になる訓練を受けたことを思い出す。ゴードンと二人で3人が監禁されるジェノア基地を襲いストウらを殺すも、ゴードンはアナの腕の中で死ぬ。ジョブはストウの部下レオに誘拐され、ヘリコプターで連れ去られる。プロクター、バートン、レベッカ、そしてエルサルバドル人のギャングの指導者モラレスはフレイジャーとその手下を襲い、皆殺しにする。カートは弟のカルヴィンに会い憎しみの言葉を交わす。夜、カルヴィンがカートを襲って入れ墨を焼く。ルーカスは保安官を辞職する。 |               |                                                                        |                      |                              |               |                     |

### シーズン4
| 通算 話数 | シーズン 話数 | タイトル                                                                                | 監督               | 脚本             | 放送日        | US視聴者数 (百万人) |
| --- | ------------- | --------------------------------------------------------------------------------------- | ------------------ | ---------------- | ------------- | ------------------- |
| 31 | 1             | "聖書からの引用" "Something Out of the Bible"                                           | OC Madsen          | Jonathan Tropper | 2016年4月1日  | 0.356               |
| ルーカスとアナはジョブを探すも捜索は袋小路に入り、ルーカスはダルトンを殺す。18か月後、ショバーンを死なせ、ジョブを失ったルーカスは絶望し、レベッカが世話をしてくれた森の中の小屋に隠遁する。保安官となったブロックは、レベッカが最新の犠牲者となった連続惨殺事件を捜査して、ルーカスに出会う。プロクターは市長となり、会社勤めをしながら密かにネオナチを率いるカルヴィン・バンカーと組んでいる。カート・バンカーは弟カルヴィンの妻と不倫関係にある。アナは子供たちの親権を失い、密かにプロクターとバンカーの子分のギャングを襲う。ルーカスはレベッカの事件を調べ始めてプロクターに再会する。 |               |                                                                                         |                    |                  |               |                     |
| 32 | 2             | "美の重荷"                                                                              | OC Madsen          | Adam Targum      | 2016年4月8日  | 0.277               |
| 3か月前のフラッシュバックで、レベッカは叔父に隠れて麻薬製造をさせていたボーディカー一家とトラブルになって殺されそうになり、ルーカスに救われる。ルーカスは負傷してレベッカの車に血痕を残す。現在、プロクターはコロンビアのカルテルの指導者ロエラと麻薬をアメリカ国内に運び込む取引を結ぶ。カルヴィンの手下が行っていた違法なポルノ撮影をブロックとカートが取り締まるも、プロクターは訴訟を取り下げさせ、カルヴィンを叱責する。アナが釈放された撮影スタッフを懲らしめる。ルーカスはレベッカを殺したのがボーディカー一家ではないことを知る。ブロックはレベッカの車の中でルーカスの血痕を見つける。 |               |                                                                                         |                    |                  |               |                     |
| 33 | 3             | "ジョブ"                                                                                | エベラルド・ゴウト | Liz Sagal        | 2016年4月15日 | 0.290               |
| ジョブは過去2年間監禁され拷問を受けている。ルーカスとアナはファット・アウの助けを借りてジョブを探し救い出すも、ジョブはPTSDに苦しみ、ジェノア基地から盗んだ金はレオに持ち去られる。司法解剖の結果、レベッカがルーカスの子を妊娠していたとわかり、ブロックはルーカスを逮捕する。 |               |                                                                                         |                    |                  |               |                     |
| 34 | 4             | "無実は少しこじつけかも" "Innocent Might Be a Bit of a Stretch"                         | エベラルド・ゴウト | Chad Feehan      | 2016年4月22日 | 0.355               |
| プロクターは連続惨殺犯として逮捕されたルーカスを殺そうとして、ブロックと争う。FBIのヴェロニカ・ドーソン捜査官が捜査権を奪い、ルーカスの嫌疑を否定する。男女二人組が4件目の惨殺事件を起こし、ルーカスは釈放される。カルヴィンの義父のランダル・ワッツがバートンの工作で釈放される。ジョブはアナの家に移るが、一人で夜を過ごすことに耐えられずにアナの襲撃活動に同行する。カートから情報を得たアナは、プロクターが支援するブラザーフッドの麻薬倉庫を炎上させる。 |               |                                                                                         |                    |                  |               |                     |
| 35 | 5             | "ペアを育てるには遅すぎる" "A Little Late to Grow a Pair"                               | Loni Peristere     | Liz Sagal        | 2016年4月29日 | 0.390               |
| プロクターはルーカスが住んでいた小屋を燃やし、レベッカを殺した犯人を連れてくるようルーカスに求める。プロクターはアーリアン・ブラザーフッドを率いるランダル・ワッツとカルヴィン・バンカーに会う。カルヴィンは、アナが襲撃した倉庫の責任者をプロクターの目の前で処刑させられる。ワッツはプロクターとカルテルの取引への参加を許される。ルーカスはショバーンの住んでいたトレーラーに移る。アナの家にジョブを訪ね、アナの自警団活動のことを知らされる。ルーカスとドーソンは、惨殺犯の捜査でSMクラブを訪れる。ジョブは再び髪と髭を落として元の姿に戻る。ワッツはカートに会ってブラザーフッドに戻るよう求めるが、断られる。カートはブラザーフッドの集会でワッツを狙撃しようとするが、ブロックに止められ、法で裁くよう諭される。マギーが麻薬の輸送計画をカートに渡す。集会の後、カルヴィンはワッツを殺し、死体をバラバラにする。 |               |                                                                                         |                    |                  |               |                     |
| 36 | 6             | "ドッグファイトの終わらせ方はただ一つ" "Only One Way a Dogfight Ends"                   | Jonathan Tropper   | Chad Feehan      | 2016年5月6日  | 0.425               |
| 連続惨殺犯の従者の一人が保安官事務所に来てブロックの目の前で焼身自殺する。ジョブはデヴァがアナの家に忍び込んだことに気づく。カルヴィンは妻のマギーをレイプし、マギーは息子とともに家を出てカートに助けを求める。マギーはカルヴィンが父を殺したらしいと語る。ブロックは自宅にマギーを預かる。ルーカスとドーソンは連続惨殺犯を探し、角の移植手術を行った闇外科医クイックを訪ねる。バーのオーナーから、角を生やした男がディクラン・ボードだと聞く。ボードが保安官事務所の横の路地でブロックを襲って脅す。プロクターは保安官事務所に置いたスパイのニナ・クルーズ保安官代理から、手下を襲う自警団がアナだと聞いてアナを脅す。プロクターは森の中にレベッカを埋葬する。クルーズ率いる襲撃チームを送り込むが、アナ、ジョブ、デヴァが迎え撃ってクルーズ以外を殺し、デヴァは殺人のトラウマを抱えこむ。カルヴィンはワットの頭を携えてプロクターに会い、プロクターの事業を奪うと宣言する。カルヴィンはカートに会い、妻子の居場所を尋ねる。ドーソンはボードにかつてレイプされた被害者キム・ニュートンの家を訪ね、ニュートンとボードに捕えられる。 |               |                                                                                         |                    |                  |               |                     |
| 37 | 7             | "自分自身に言い聞かせる真実とは別の真実" "Truths Other Than the Ones You Tell Yourself" | OC Madsen          | Adam Targum      | 2016年5月13日 | 0.424               |
| バートンはクルーズを殺す。プロクターとバートンはカルヴィンに麻薬を盗まれたことを知り、バートンがブラザーフッドの本部で多数を殺す。カートはマギーにフロリダに隠れるよう求めるが断られる。カルヴィンは妻の失踪に憤怒し、職場で上司を殺す。ルーカスとブロックはドーソンの行方を捜し、ジョブの助けでキム・ニュートンを捜索するが、クイック医師に昏倒させられ、地下室で束縛されて目覚める。二人は死を覚悟し、ブロックに尋ねられたルーカスは自分の正体を告白する。地下室にクイック医師とボードが来て二人に手術を施そうとする。ブロックが悪魔崇拝者のクイックを蹴り倒し、ルーカスはクイックを殺して束縛から逃れ、ブロックとともにボードの従者たちを倒す。ドーソンが束縛を逃れてボードを殺す。プロクターが来て、レベッカ殺しの仇を討ったことに感謝する。プロクターはワシントンD.C.に行き、ミッチャム上院議員に面会する。キャリーはプロクターの息のかかる地方検事を脅迫し、カルテルの指導者ロエラがバンシーでプロクターに会う予定であることを聞き出す。ジョブは自分を誘拐したレオを探し出してすべての金を奪い、自分のすべての犯罪をレオに着せる。 |               |                                                                                         |                    |                  |               |                     |
| 38 | 8             | "レクイエム" "Requiem"                                                                  | OC Madsen          | Jonathan Tropper | 2016年5月20日 | 0.500               |
| カルヴィンはブラザーフッドの集団をプロクターの屋敷に連れて来て脅すが、ブラザーフッドの真の指導者であるミッチャムが退去させる。ドーソンはキム・ニュートンを尋問し、レベッカの惨殺犯はボーデではないと考える。ルーカスとドーソンはプロクターの屋敷を探し、秘密の地下室で拷問道具とレベッカのネックレスを見つける。プロクターとバートンはコロンビア・カルテル、約束通り麻薬を積んだトラックを見せる。だがトラックの中の手下はすでにアナとジョブが殺しており、ブロックがRPGでトラックを爆破し、二人とともに逃げる。カルテルはプロクターとバートンに銃を向けるが返り討ちに会う。カルテルから逃げるプロクターとバートンの車をルーカスが谷に落とす。ルーカスはプロクターを問い詰め、バートンがレベッカを殺したことを知る。ルーカスはバートンと戦い、動けなくなったバートンを残してプロクターの始末に任せる。 ブロックの小屋で、カルヴィンはカートを襲う。カートはカルヴィンの妻子が生き延びるため、やむなくカルヴィンを殺す。ブロックはカートを見逃し、これがバンシーでの警察のやり方だと話す。プロクターは、カルテルの6名のヒットマンを屋敷で待ち受けて銃撃戦になる。 ルーカスはドーソンにバートンの犯罪を伝える。ドーソンはルーカスの正体を示す書類を残し、ワシントンD.C.に向けて発つ。ルーカスはアナ、そしてシュガーとジョブに別れを告げる。ジョブは多額の現金をシュガーに渡してニューヨークに去る。ルーカスとシュガーもバンシーを離れる。 |               |                                                                                         |                    |                  |               |                     |